# Ane Negueruela Llamas
Ane Negueruela Llamas (Lazcano, Guipúzcoa, 1994) es una cantante y músico vasca, vocalista del grupo de música Nøgen.

## Biografía
Nació en Lazcano (Guipúzcoa) en 1994. En el año 2016 Negueruela pasó a formar parte del grupo de música Nøgen junto con Alex Irazusta (guitarra) y Markel Idigoras (ukelele). El grupo comenzó estando Markel Idigoras de erasmus en Dinamarca, donde compuso las primeras canciones y lo que le dio nombre al grupo (Nøgen significa desnudo en danés). Con Nøgen, en el año 2017 Negueruela sacó su primer EP titulado Lys (luz en danés). Al año siguiente, en 2018, publicó el disco Liv til døden (Vivir hasta morir), también con Nøgen, que presentaron en el Teatro Principal de San Sebastián. En su primera gira visitaron Japón, Cuba y Corea.
En el año 2018 Negueruela tuvo que dejar el grupo de forma temporal para centrarse en sus estudios universitarios de medicina. Fue sustituida por la cantante Eider Saez, la cual a finales de 2021 abandonó el grupo de música y comenzó su carrera en solitario.Tras eso en 2022 Negueruela, que ya había terminado el MIR, volvió al grupo como vocalista. En 2023 publicó el disco Åben Cirkel (Círculo Abierto) con Nøgen, el primero tras su vuelta al grupo. En 2024 el grupo recibió siete nominaciones en la XVI Edición de los Premios MIN de la Música Independiente por el trabajo Åben Cirkel.
En 2009 Negueruela participó en el concurso de talentos musical Egin kantu! de ETB1 y resultó ganadora del talent. Una de las canciones que le dio la victoria fue la canción «En qué estrella estará» de Nena Daconte en su versión en euskera («Izarren antzera»).
Además de su carrera en la música, Negueruela estudió medicina en la Universidad del País Vasco (2012-2018). Actualmente ejerce como médica en el Hospital de Mendaro (Osakidetza), en la especialidad de médico de familia.

## Discografía

### Con Nøgen
- 2017, Lys
- 2018, Liv til døden
- 2023, Åben Cirkel

## Filmografía

### Televisión
- 2024, Gora Bihotzak!, ETB1 (invitada)[22][25]
- 2023, Joseba Arguiñano Sukalerrian, ETB1 (invitada)[26]
- 2009, Egin kantu!, ETB1